# Listen der Technischen Baubestimmungen
Die Listen der Technischen Baubestimmungen (LTB) bestehen in allen 16 deutschen Bundesländern. Sie enthalten zahlreiche technische Regeln aus den Bereichen Baurecht und Anlagensicherheit für die Planung, Bemessung und Konstruktion baulicher Anlagen oder ihrer Teile. Dabei handelt es sich vorrangig um DIN-Normen sowie um bauaufsichtliche Richtlinien und solche, die von speziellen Fachgremien herausgegeben werden. Diese Listen werden in allen Bundesländern durch § 3 Abs. 3 der Musterbauordnung bzw. des entsprechenden Paragraphen der jeweiligen Landesbauordnung für verbindlich erklärt. Durch die Einführung einer bestimmten Technischen Regel als Technische Baubestimmung verändert diese Regel ihren Rechtscharakter, da sie nicht mehr lediglich eine Empfehlung darstellt, sondern insoweit im Geltungsbereich der entsprechenden Landesbauordnung von den jeweiligen Behörden der Bauaufsicht beachtet werden muss.
Für die Listen der Technischen Baubestimmungen erstellt das Deutsche Institut für Bautechnik (DIBt) im Auftrag der Länder eine Musterliste, die die Länder mit mehr oder weniger großen Abweichungen in ihre eigenen Listen überführen. Die Muster-Liste der Technischen Baubestimmungen wird vom DIBt in regelmäßigen Abständen, i. d. R. im jährlichen Abstand neu herausgegeben.
Diese Listen bestehen nach der Maßgabe der Musterliste im Regelfall aus drei Teilen:
- Teil I: Technische Regeln für die Planung, Bemessung und Konstruktion baulicher Anlagen und ihrer Teile, in die Bauprodukte nach europäischen technischen Zulassungen und harmonisierten Normen eingebaut werden.
- Teil II: Anwendungsregelungen für Bauprodukte und Bausätze nach europäischen technischen Zulassungen und harmonisierten Normen nach der Bauproduktenrichtlinie der EU (89/106/EWG).
- Teil III: Anwendungsregelungen für Bauprodukte und Bausätze, die in den Geltungsbereich von Verordnungen nach § 17 Abs. 4 und § 21 Abs. 2 der Musterbauordnung fallen.

Die Technischen Regeln für Bauprodukte werden nach § 17 Abs. 2 der Musterbauordnung (bzw. der entsprechenden Regelung in den Landesbauordnungen) ebenfalls vom DIBt in der Bauregelliste A bekannt gemacht.
2021 wurden die LTB und die Bauregellisten, in einem Dokument zusammengefasst, von der durch die Verwaltungsvorschrift Technische Baubestimmungen (VV TB) ersetzt abgelöst. Diese ist eine bauaufsichtliche Regelung, die die technischen Anforderungen an Bauwerke und Bauprodukte in Deutschland konkretisiert. Sie ist heute das zentrale Regelwerk für technische Vorschriften im deutschen Bauwesen.